# امامقلی خان بیگلربیگی افشار
امامقلی خان بیگلربیگی افشار فرزند رضاقلی خان بیگلربیگی افشار که در تاریخ ۱۱۷۲ ه. ق در ارومیه متولد شد در موقع وفات پدرش چهارده سال داشت که به مصلحت جمعی از بزرگان دربار کریمخان زند به شیراز دعوت شد و در آنجا بود که مورد استمالت وکیل قرار گرفت و فرمان حکومت ایل افشار و ارومیه را دریافت داشت و به ارومیه برگشت.
پس از فوت کریمخان زند مجدداً رشته امور مملکت از هم گسیخت توانست ایلات بلباس( منگور،مامش،پیران،گورک) و دنبلی و مقدم و شقاقی را که سر به طغیان برداشته بودند مطیع خود سازد و امنیت و آرامش را مجدداً در آذربایجان بر قرار کند. که در اثر این خدمات بلقب سردار آذربایجان ملقب گردید او در جنگی که به سال ۱۱۹۷ قمری با علیمرادخان زند کرد در اثنای زد و خورد دچار حمله سکته قلبی شد.